# Copa de Brasil 2008
La Copa de Brasil 2008 fue la XX edición de esta competencia del fútbol brasileño. La disputaron 64 equipos clasificados de 2 vías, los campeonatos estatales y el ranking histórico de la CFB.
El reglamento es similar al que en 2007 se invirtió el orden de prioridades entre los campeonatos del estado y la clasificación histórica de la CBF. Anteriormente, si un equipo que se encuentra entre los 10 primeros lugares en el ranking se clasifican a través del campeonato estatal, la vacante fue ocupado por un equipo del mismo estado. Ahora, esta vacante será ocupada por el equipo en el puesto 11 en la clasificación.

## Equipos participantes

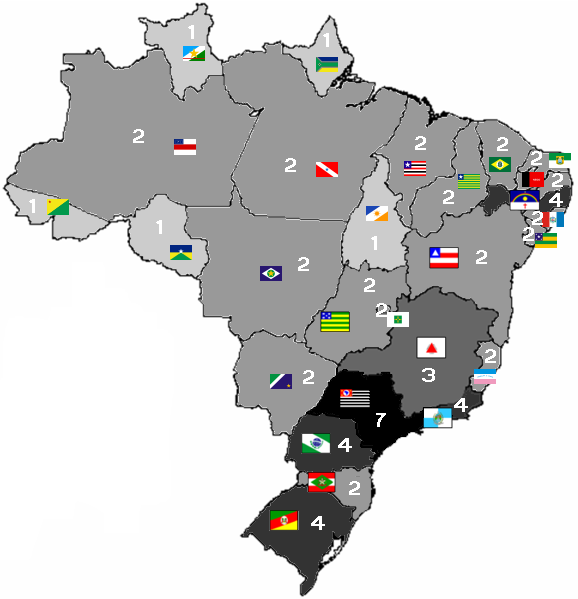
Número de Participantes por estado en la Copa de Brasil 2008

El reparto de los participantes por vía campeonato estatal (54 plazas) fue así: Los 5 primeros estados en la clasificación por estados de la CFB (São Paulo, Río de Janeiro, Rio Grande do Sul, Minas Gerais y Paraná) obtienen 3 plazas, los colcados entre la 6.º a la 22.º obtienen 2 plazas y los 5 peores (Acre, Rondônia, Tocantins, Amapá y Roraima) obtienen sólo 1 plaza.

### Clasificados por campeonatos estatales
| Estado                       | Equipo                               | Vía de clasificación                                                                                               |
| ---------------------------- | ------------------------------------ | --- |
| Acre 1 cupo                  | Rio Branco                           | Campeón del Campeonato Acreano 2007                                                                                |
| Alagoas 2 cupos              | Coruripe Corinthians - AL            | Campeón del Campeonato Alagoano 2007 Subcampeón del Campeonato Alagoano 2007                                       |
| Amapá 1 cupo                 | Trem                                 | Campeón de Campeonato Amapaense 2007                                                                               |
| Amazonas 2 cupos             | Nacional - AM Fast Clube             | Campeón del Campeonato Amazonense 2007 Subcampeón del Campeonato Amazonense 2007                                   |
| Bahía 2 cupos                | Vitória Bahía                        | Campeón del Campeonato Baiano 2007 Subcampeón del Campeonato Baiano 2007                                           |
| Ceará 2 cupos                | Fortaleza Icasa                      | Campeón del Campeonato Cearense 2007 Subcampeón del Campeonato Cearense 2007                                       |
| Distrito Federal 2 cupos     | Brasiliense Esportivo Guará          | Campeón del Campeonato Brasiliense 2007 Subcampeón del Campeonato Brasiliense 2007                                 |
| Espírito Santo 2 cupos       | Linhares Jaguaré                     | Campeón del Campeonato Capixaba 2007 Campeón de la Copa Espírito Santo 2007                                        |
| Goiás 2 cupos                | Atlético Goianiense Goiás            | Campeón del Campeonato Goiano 2007 Subcampeón del Campeonato Goiano 2007                                           |
| Maranhão 2 cupos             | Maranhão Imperatriz                  | Campeón del Campeonato Maranhense 2007 Campeón delCampeonato Maranhense 2007                                       |
| Mato Grosso 2 cupos          | Cacerense Grêmio Jaciara             | Campeón del Campeonato Matogrossense 2007 Subcampeón del Campeonato Matogrossense 2007                             |
| Mato Grosso del Sur 2 cupos  | Águia Negra CENE                     | Campeón del Campeonato Sul-Matogrossense 2007 Subcampeón del Campeonato Sul-Matogrossense 2007                     |
| Minas Gerais 3 cupos         | Atlético Mineiro Demócrata Ituiutaba | Campeón del Campeonato Mineiro 2007 Tercer puesto del Campeonato Mineiro 2007 Campeón de la Copa Minas Gerais 2007 |
| Pará 2 cupos                 | Remo Tuna Luso                       | Campeón del Campeonato Paraense 2007 Subcampeón del Campeonato Paraense 2007                                       |
| Paraíba 2 cupos              | Nacional - PB Sousa                  | Campeón del Campeonato Paraibano 2007 Tercer puesto del Campeonato Paraibano 2007                                  |
| Paraná 3 cupos               | Paranavaí Paraná Roma                | Campeón del Campeonato Paranaense 2007 Subcampeón del Campeonato Paranaense 2007 Campeón de la Copa 100 Años       |
| Pernambuco 2 cupos           | Sport Recife Central                 | Campeón del Campeonato Pernambucano 2007 Subcampeón del Campeonato Pernambucano 2007                               |
| Piauí 2 cupos                | Ríver Barras                         | Campeón del Campeonato Piauiense 2007 Campeón de la Copa Piauí                                                     |
| Río de Janeiro 3 cupos       | Botafogo Madureira Volta Redonda     | Subcampeón del Campeonato Carioca 2007 Tercer puesto del Campeonato Carioca 2007 Campeón Copa Río 2007             |
| Río Grande del Norte 2 cupos | ABC Baraúnas                         | Campeón del Campeonato Potiguar 2007 Campeón de la Copa RN 2007                                                    |
| Río Grande del Sur 3 cupos   | Grêmio Juventude Ulbra - RS          | Campeón del Campeonato Gaúcho 2007 Subcampeón del Campeonato Gaúcho 2007 Subcampeón de la Copa FGF 2007            |
| Rondonia 1 cupo              | Ulbra - RO                           | Campeón del Campeonato Rondoniense 2007                                                                            |
| Roraima 1 cupo               | Atlético Roraima                     | Campeón del Campeonato Roraimense 2007                                                                             |
| São Paulo 3 cupos            | São Caetano Bragantino Juventus      | Campeón del Campeonato Paulista 2007 Cuarto puesto del Campeonato Paulista 2007 Campeón de la Copa FPF 2007        |
| Santa Catarina 2 cupos       | Chapecoense Criciúma                 | Campeón del Campeonato Catarinense 2007 Subcampeón del Campeonato Catarinense 2007                                 |
| Sergipe 2 cupos              | América Itabaiana                    | Campeón del Campeonato Sergipano 2007 Campeón de la Copa Governo do Estado de Sergipe 2007                         |
| Tocantins 1 cupos            | Palmas                               | Campeón del Campeonato Tocantinense 2007                                                                           |

### Clasificados por ranking de la CBF
| Pos. | Equipo              | Estado | Puntos |
| ---- | ------------------- | ------ | ------ |
| 2.º  | Corinthians         | SP     | 1.938  |
| 3.º  | Vasco da Gama       | RJ     | 1.928  |
| 7.º  | Palmeiras           | SP     | 1.840  |
| 8.º  | Internacional       | RS     | 1.803  |
| 13.º | Guarani             | SP     | 1.409  |
| 15.º | Coritiba            | PR     | 1.365  |
| 17.º | Portuguesa          | SP     | 1.284  |
| 19.º | Atlético Paranaense | PR     | 1.221  |
| 21.º | Santa Cruz          | PE     | 1.132  |
| 22.º | Náutico             | PE     | 1.084  |

- El Flamengo (4.º), São Paulo (5.º), Cruzeiro (9.º), Santos (10.º) y Fluminense (11.º) se clasificaron para la Copa Libertadores 2008.
- El Grêmio (1.º), Atlético Mineiro (6.º), Botafogo (12.º), Goiás (14.º), Sport Recife (16.º), Bahia (18.º) y Vitória (20.º) se clasificaron por vía campeonato estatal.

## Formato del campeonato
El formato de la competición es el clásico eliminación directa en el que los 64 equipos juegan series a ida y vuelta y avanza a la siguiente fase el equipo con más puntos. En caso de empate se decidirán por los siguientes criterios:
Criterios de desempate:
1. Saldo de goles
2. Número de goles marcados como visitante

En caso de que persita el empate se decidirán por la vía de los penales en el juego de vuelta.
En las 2 primeras fases si en el juego de ida el equipo visitante gana por 2 goles o más avanzará directamente a la siguiente fase sin tener que jugar el partido de vuelta.
(*) Equipo que juega de local en la ida

## Resultados

### Primera fase
| Local               | Visitante           | Ida | Vuelta |
| ------------------- | ------------------- | --- | ------ |
| Barras(*)           | Corinthians         | 0-6 | -      |
| América(*)          | Fortaleza           | 0-0 | 0-4    |
| Cacerense(*)        | Goiás               | 1-4 | -      |
| Fast Clube(*)       | Santa Cruz          | 3-1 | 0-1    |
| Grêmio Jaciara(*)   | Grêmio              | 0-1 | 0-6    |
| Ituiutaba(*)        | Atlético Goianiense | 0-0 | 2-3    |
| Tuna Luso(*)        | Coritiba            | 0-0 | 0-6    |
| Maranhão(*)         | São Caetano         | 1-2 | -      |
| Rio Branco FC(*)    | Botafogo            | 1-3 | -      |
| Jaguaré(*)          | Ríver               | 3-2 | 0-2    |
| Ulbra-RO(*)         | Portuguesa          | 1-1 | 1-3    |
| Roma(*)             | Volta Redonda       | 0-2 | -      |
| Atlético Mineiro    | Palmas(*)           | 7-0 | -      |
| Nacional (Amazonas) | Esportivo Guará(*)  | 3-1 | -      |
| Náutico             | Atlético Roraima(*) | 7-1 | -      |
| Juventus            | Coruripe(*)         | 1-4 | 5-1    |

| Local               | Visitante               | Ida | Vuelta |
| ------------------- | ----------------------- | --- | ------ |
| Palmeiras           | CENE(*)                 | 2-0 | -      |
| Remo(*)             | Central                 | 0-0 | 0-2    |
| Sport Recife        | Imperatriz(*)           | 2-2 | 4-1    |
| Brasiliense         | Ulbra-RS(*)             | 1-1 | 1-0    |
| Internacional       | Nacional de Patos(*)    | 4-0 | -      |
| Guarani             | Chapecoense(*)          | 1-3 | 0-0    |
| Vitória             | Sousa(*)                | 4-1 | -      |
| Paraná              | Trem                    | 0-0 | 4-0    |
| Vasco da Gama       | Itabaiana(*)            | 1-0 | 3-2    |
| Bragantino          | Demócrata(*)            | 2-3 | 2-1    |
| Bahia               | Icasa(*)                | 2-3 | 2-2    |
| Criciúma            | Baraúnas(*)             | 2-2 | 2-0    |
| Atlético Paranaense | Corinthians Alagoano(*) | 1-1 | 1-1    |
| Paranavaí           | Águia Negra(*)          | 4-3 | 3-3    |
| Juventude           | Linhares(*)             | 0-0 | 0-0    |
| ABC                 | Madureira(*)            | 1-1 | 1-1    |

### Segunda fase
| Local            | Visitante              | Ida | Vuelta |
| ---------------- | ---------------------- | --- | ------ |
| Corinthians      | Fortaleza(*)           | 2-1 | 2-0    |
| Goiás            | Fast Clube(*)          | 3-1 | -      |
| Grêmio           | Atlético Goianiense(*) | 1-2 | 2-1    |
| Coritiba         | São Caetano(*)         | 0-1 | 0-0    |
| Botafogo         | Ríver(*)               | 1-2 | 2-0    |
| Portuguesa       | Volta Redonda(*)       | 0-0 | 2-0    |
| Atlético Mineiro | Nacional(*)            | 2-2 | 4-1    |
| Náutico          | Juventus(*)            | 0-2 | 3-0    |

| Local                | Visitante      | Ida | Vuelta |
| -------------------- | -------------- | --- | ------ |
| Palmeiras            | Central(*)     | 5-1 | -      |
| Sport Recife         | Brasiliense(*) | 2-1 | 4-1    |
| Internacional        | Chapecoense(*) | 2-0 | -      |
| Vitória              | Paraná(*)      | 0-1 | 2-1    |
| Vasco da Gama        | Bragantino(*)  | 2-2 | 2-1    |
| Icasa(*)             | Criciúma       | 1-6 | -      |
| Corinthians Alagoano | Paranavaí(*)   | 1-0 | 4-1    |
| Juventude            | Madureira(*)   | 3-0 | -      |

### Fase final
|  | Octavos de final     | Octavos de final     | Octavos de final     |                  |   | Cuartos de final    | Cuartos de final    | Cuartos de final    |  |  | Semifinales      | Semifinales      | Semifinales      |  |  | Final         | Final         | Final         |
|  | 16/23/24/30 de abril | 16/23/24/30 de abril | 16/23/24/30 de abril |                  |   | 6/7/8/13/14 de mayo | 6/7/8/13/14 de mayo | 6/7/8/13/14 de mayo |  |  | 20/21/28 de mayo | 20/21/28 de mayo | 20/21/28 de mayo |  |  | 4/11 de junio | 4/11 de junio | 4/11 de junio |
|  |                      |                      |                      |                  |   |                     |                     |                     |  |  |                  |                  |                  |  |  |               |               |               |
|  |                      |                      |                      |                  |   |                     |                     |                     |  |  |                  |                  |                  |  |  |               |               |               |
|  |                      |                      |                      |                  |   |                     |                     |                     |  |  |                  |                  |                  |  |  |               |               |               |
|  | Corinthians - SP     | 1                    | 4                    |                  |   |                     |                     |                     |  |  |                  |                  |                  |  |  |               |               |               |
|  | Corinthians - SP     | 1                    | 4                    |                  |   |                     |                     |                     |  |  |                  |                  |                  |  |  |               |               |               |
|  | Goiás                | 3                    | 0                    |                  |   |                     |                     |                     |  |  |                  |                  |                  |  |  |               |               |               |
|  | Goiás                | 3                    | 0                    | Corinthians - SP | 2 | 3                   |                     |                     |  |  |                  |                  |                  |  |  |               |               |               |
|  |                      |                      |                      |                  | 2 | 3                   |                     |                     |  |  |                  |                  |                  |  |  |               |               |               |
|  |                      | São Caetano          | 1                    | 1                |   |                     |                     |                     |  |  |                  |                  |                  |  |  |               |               |               |
|  | Atlético Goianiense  | São Caetano          | 1                    | 1                | 1 | 1                   |                     |                     |  |  |                  |                  |                  |  |  |               |               |               |
|  | Atlético Goianiense  |                      |                      |                  | 1 | 1                   |                     |                     |  |  |                  |                  |                  |  |  |               |               |               |
|  | São Caetano          | 2                    | 2                    |                  |   |                     |                     |                     |  |  |                  |                  |                  |  |  |               |               |               |
|  | São Caetano          | 2                    | 2                    | Corinthians - SP | 1 | 2 (5)               |                     |                     |  |  |                  |                  |                  |  |  |               |               |               |
|  |                      |                      |                      |                  | 1 | 2 (5)               |                     |                     |  |  |                  |                  |                  |  |  |               |               |               |
|  |                      | Botafogo             | 2                    | 1 (4)            |   |                     |                     |                     |  |  |                  |                  |                  |  |  |               |               |               |
|  | Botafogo             | Botafogo             | 2                    | 1 (4)            | 1 | 2                   |                     |                     |  |  |                  |                  |                  |  |  |               |               |               |
|  | Botafogo             |                      |                      |                  | 1 | 2                   |                     |                     |  |  |                  |                  |                  |  |  |               |               |               |
|  | Portuguesa           | 1                    | 1                    |                  |   |                     |                     |                     |  |  |                  |                  |                  |  |  |               |               |               |
|  | Portuguesa           | 1                    | 1                    | Botafogo         | 0 | 2                   |                     |                     |  |  |                  |                  |                  |  |  |               |               |               |
|  |                      |                      |                      |                  | 0 | 2                   |                     |                     |  |  |                  |                  |                  |  |  |               |               |               |
|  |                      | Atlético Mineiro     | 0                    | 0                |   |                     |                     |                     |  |  |                  |                  |                  |  |  |               |               |               |
|  | Atlético Mineiro     | Atlético Mineiro     | 0                    | 0                | 2 | 1                   |                     |                     |  |  |                  |                  |                  |  |  |               |               |               |
|  | Atlético Mineiro     |                      |                      |                  | 2 | 1                   |                     |                     |  |  |                  |                  |                  |  |  |               |               |               |
|  | Náutico              | 3                    | 0                    |                  |   |                     |                     |                     |  |  |                  |                  |                  |  |  |               |               |               |
|  | Náutico              | 3                    | 0                    | Corinthians - SP | 3 | 0                   |                     |                     |  |  |                  |                  |                  |  |  |               |               |               |
|  |                      |                      |                      |                  | 3 | 0                   |                     |                     |  |  |                  |                  |                  |  |  |               |               |               |
|  |                      | Sport Recife         | 1                    | 2                |   |                     |                     |                     |  |  |                  |                  |                  |  |  |               |               |               |
|  | Palmeiras            | Sport Recife         | 1                    | 2                | 0 | 1                   |                     |                     |  |  |                  |                  |                  |  |  |               |               |               |
|  | Palmeiras            |                      |                      |                  | 0 | 1                   |                     |                     |  |  |                  |                  |                  |  |  |               |               |               |
|  | Sport Recife         | 0                    | 4                    |                  |   |                     |                     |                     |  |  |                  |                  |                  |  |  |               |               |               |
|  | Sport Recife         | 0                    | 4                    | Sport Recife     | 0 | 3                   |                     |                     |  |  |                  |                  |                  |  |  |               |               |               |
|  |                      |                      |                      |                  | 0 | 3                   |                     |                     |  |  |                  |                  |                  |  |  |               |               |               |
|  |                      | Internacional        | 1                    | 1                |   |                     |                     |                     |  |  |                  |                  |                  |  |  |               |               |               |
|  | Internacional        | Internacional        | 1                    | 1                | 0 | 5                   |                     |                     |  |  |                  |                  |                  |  |  |               |               |               |
|  | Internacional        |                      |                      |                  | 0 | 5                   |                     |                     |  |  |                  |                  |                  |  |  |               |               |               |
|  | Paraná               | 2                    | 1                    |                  |   |                     |                     |                     |  |  |                  |                  |                  |  |  |               |               |               |
|  | Paraná               | 2                    | 1                    | Sport Recife     | 2 | 0 (5)               |                     |                     |  |  |                  |                  |                  |  |  |               |               |               |
|  |                      |                      |                      |                  | 2 | 0 (5)               |                     |                     |  |  |                  |                  |                  |  |  |               |               |               |
|  |                      | Vasco da Gama        | 0                    | 2 (4)            |   |                     |                     |                     |  |  |                  |                  |                  |  |  |               |               |               |
|  | Vasco da Gama        | Vasco da Gama        | 0                    | 2 (4)            | 1 | 2                   |                     |                     |  |  |                  |                  |                  |  |  |               |               |               |
|  | Vasco da Gama        |                      |                      |                  | 1 | 2                   |                     |                     |  |  |                  |                  |                  |  |  |               |               |               |
|  | Criciúma             | 0                    | 2                    |                  |   |                     |                     |                     |  |  |                  |                  |                  |  |  |               |               |               |
|  | Criciúma             | 0                    | 2                    | Vasco da Gama    | 5 | 3                   |                     |                     |  |  |                  |                  |                  |  |  |               |               |               |
|  |                      |                      |                      |                  | 5 | 3                   |                     |                     |  |  |                  |                  |                  |  |  |               |               |               |
|  |                      | Corinthians - AL     | 1                    | 1                |   |                     |                     |                     |  |  |                  |                  |                  |  |  |               |               |               |
|  | Corinthians - AL     | Corinthians - AL     | 1                    | 1                | 2 | 1                   |                     |                     |  |  |                  |                  |                  |  |  |               |               |               |
|  | Corinthians - AL     |                      |                      |                  | 2 | 1                   |                     |                     |  |  |                  |                  |                  |  |  |               |               |               |
|  | Juventude            | 0                    | 3                    |                  |   |                     |                     |                     |  |  |                  |                  |                  |  |  |               |               |               |

### Final
| 4 de junio de 2008 | Corinthians                             | 3:1 (2:0) | Sport Recife | Estadio Morumbi, São Paulo                              |                                                         |
|                    | Dentinho 18' · Herrera 23' · Acosta 76' |           | Enílton 83'  | Asistencia: 63.871 espectadores Árbitro(s): Heber Lopes | Asistencia: 63.871 espectadores Árbitro(s): Heber Lopes |

| 11 de junio de 2008 | Sport Recife                              | 2:0 (2:0) | Corinthians | Estadio Ilha do Retiro, Recife                              |                                                             |
|                     | Carlinhos Bala 34' · Luciano Henrique 37' |           |             | Asistencia: 34.885 espectadores Árbitro(s): Alício Pena Jr. | Asistencia: 34.885 espectadores Árbitro(s): Alício Pena Jr. |

|                                  |
| Bandera del estado de Pernambuco |
| Campeón Sport Recife 1.er título |

## Goleadores
| Jugador             | Equipo               | Goles |
| ------------------- | -------------------- | ----- |
| Edmundo             | Vasco da Gama        | 6     |
| Romerito            | Sport Recife         | 6     |
| Wellington Paulista | Botafogo             | 5     |
| Germán Herrera      | Corinthians          | 5     |
| Reinaldo            | Corinthians Alagoano | 5     |